# Мазарская, Татьяна
Татьяна (Таня) Мазарская (род. 8 сентября 1976, СССР, г. Брянск) — израильский политик, депутат Кнессета от партии «Еш атид».

## Биография
Татьяна Мазарская родилась в Брянске, СССР, в 1976 году.
После окончания средней школы в Брянске (СССР) Мазарская совершила алию в 17 лет по Программе молодой алии Еврейского агентства. С 2003 по 2012 год Мазарская работала координатором проектов и тренером групп в Институте еврейского сионистского образования. Работала в Центре адаптации координатором молодёжных программ и координатором программы Еврейского агентства «Дома вместе». Несколько лет Мазарская преподавала еврейскую историю в Институте иудаики.
С 2012 по 2018 год она была директором двух медицинских центров «Leumit Health Care Services» в Кармиэле. Награждена грамотами и дипломами за профессионализм и успешное руководство в сфере общественного здравоохранения. В качестве директора медицинских центров Мазарская представляла израильскую систему здравоохранения потенциальным иммигрантам за рубежом, и в то же время решала многочисленные социальные проблемы в интересах более слабых групп населения, помогала новым иммигрантам найти работу в Израиле, создавала и возглавляла группы волонтёров, поддерживающие переживших Холокост и пожилых людей в Кармиэле.
В 2016 году «Едиот ахронот» включила Мазарскую в число 50 самых влиятельных израильских общественных активистов года.
Она заняла 18-е место в списке «Еш атид» на выборах 2021 года. Хотя партия получила только 17 мест, она вошла в Кнессет 15 июня 2021 года в качестве замены Йоэлю Развозову после того, как он был назначен в кабинет министров и ушёл из Кнессета в соответствии с норвежским законом.